# ميخائيل فاولر
ميخائيل فاولر (بالإنجليزية: Michael Fuller)‏ هو دي جيه أمريكي، ولد في 17 أكتوبر 1972.